# Selzach
Selzach är en ort och kommun i distriktet Lebern i kantonen Solothurn, Schweiz. Kommunen har 3 682 invånare (2023).